# Colombe écaillée
Columbina squammata
Espèce
Synonymes
- Scardafella squammata

Statut de conservation UICN

 LC  : Préoccupation mineure
La Colombe écaillée (Columbina squammata) est une espèce d’oiseau appartenant à la famille des Columbidae.

## Description

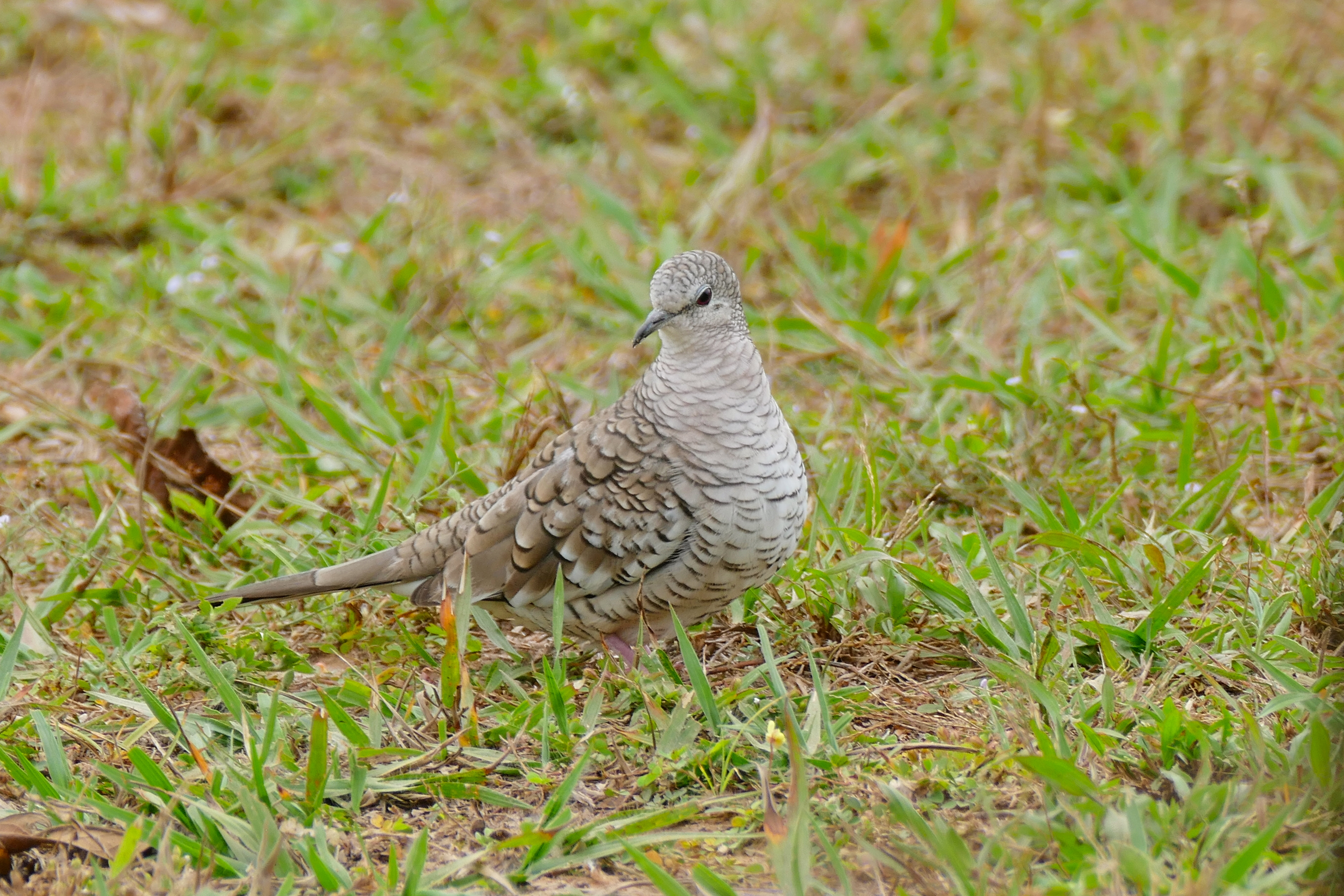
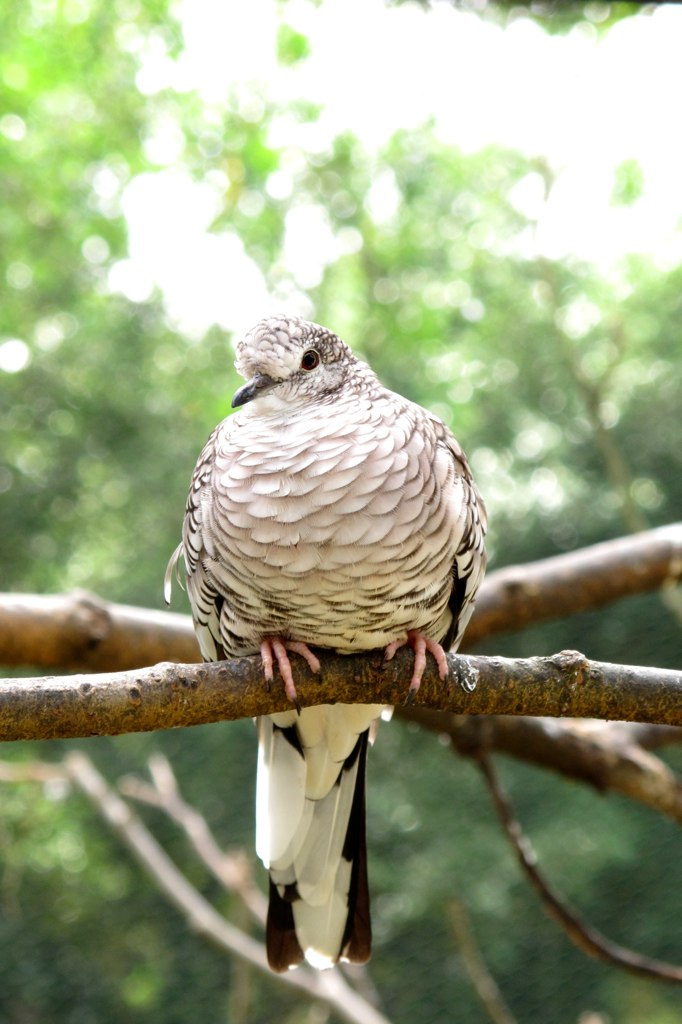
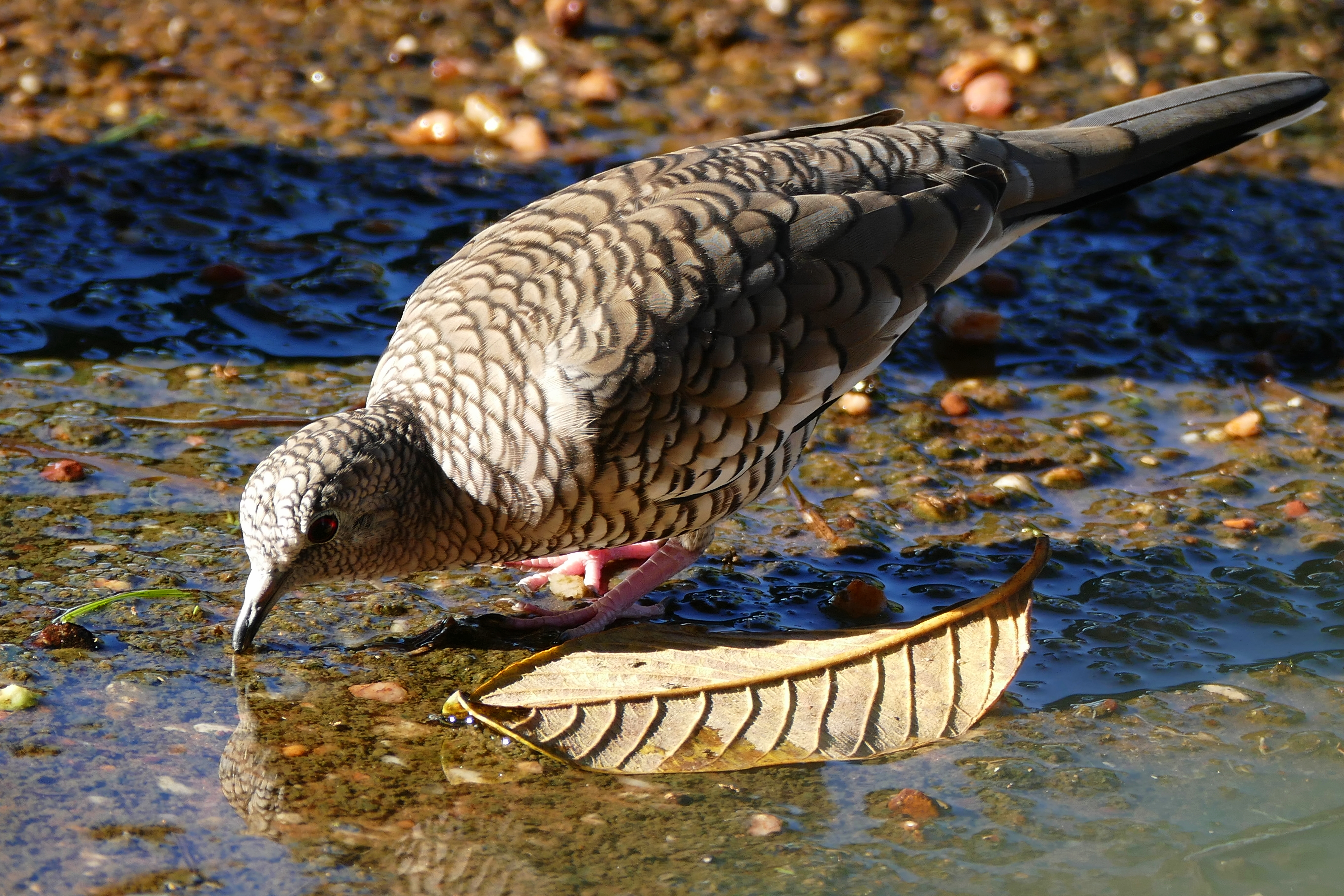

## Répartition et sous-espèces
- Columbina squammata squammata : du centre et est du Brésil à la Bolivie, Paraguay et nord-est de l'Argentine
- Columbina squammata ridgwayi : zones côtières du nord-est de la Colombie au Venezuela, île Margarita et Trinidad